# Delias endela
Delias endela is een vlindersoort uit de familie van de Pieridae (witjes), onderfamilie Pierinae.
Delias endela werd in 1930 beschreven door Jordan.